# تیوینتزی
تیوینتزی (به لاتین: Tywęzy) یک منطقهٔ مسکونی در لهستان است که در Gmina Dzierzgoń واقع شده‌است.

## خصوصیات
تیوینتزی ۱۷۰ نفر جمعیت دارد.